# 島国一覧

領土がすべて島から構成される国や地域。緑色の国は陸上の国境を持ち、無いものは濃い青で表される。（参考：オーストラリアは大陸国家、オーストラリア大陸と周辺の島々から成る国）

島国一覧（しまぐにいちらん）は、すべての独立国と非独立国・自治領のうち島国に分類されるものの一覧。
- 〈〉 は国家の承認を得る国が少ない、またはない国
- （） は非独立国・自治領

## 現在の国

### 主権国家および国家承認が限定された国家
| 名前                             | 地理的構成                                                                                       | 地質学的位置 | 人口        | エリア(km²) | 人口密度 (1 km²) | 地理的位置                       | 独立                         |
| -------------------------------- | ------------------------------------------------------------------------------------------------ | ------------ | ----------- | ----------- | ---------------- | -------------------------------- | ---------------------------- |
| アンティグア・バーブーダ         | 2つの主要な島                                                                                    | 大陸棚       | 86,295      | 440         | 194              | カリブ海、小アンティル諸島       | 1981年11月1日                |
| バハマ                           | 諸島                                                                                             | 大陸棚       | 392,000     | 13,878      | 23.27            | 大西洋、バハマ諸島               | 1973年7月10日                |
| バーレーン                       | 諸島                                                                                             | 大陸棚       | 1,316,500   | 750         | 1,189.5          | ペルシャ湾                       | 1971年12月10日               |
| バルバドス                       | 1つの島                                                                                          | 大陸棚       | 285,000     | 430         | 627              | カリブ海, 小アンティル諸島       | 1966年11月30日               |
| ブルネイ                         | 大きな島の一部（ボルネオ）                                                                       | 大陸棚       | 393,372     | 5,765       | 67.3             | 海域東南アジア                   | 1984年2月23日                |
| カーボベルデ                     | 諸島                                                                                             | 火山島       | 518,467     | 4,033       | 125.5            | 大西洋、マカロネシア             | 1975年7月5日                 |
| コモロ                           | 諸島                                                                                             | 火山島       | 784,745     | 2,235       | 275              | インド洋、アフリカ、コモロ諸島   | 1975年7月6日                 |
| キューバ                         | 諸島                                                                                             | 大陸棚       | 11,245,629  | 109,238     | 102.3            | カリブ海、大アンティル諸島       | 1868年10月10日 1902年5月20日 |
| キプロス                         | より大きな島の一部（キプロス）                                                                   | 大陸棚       | 858,000     | 9,251       | 85               | 地中海                           | 1955年4月1日 1960年10月1日   |
| ドミニカ国                       | 1つの島                                                                                          | 大陸棚       | 71,293      | 754         | 105              | カリブ海、小アンティル諸島       | 1978年11月3日                |
| ドミニカ共和国                   | より大きな島（イスパニョーラ島）の一部。 そしていくつかの小さな島                                | 大陸棚       | 10,878,246  | 48,442      | 208.2            | カリブ海、大アンティル諸島       | 1821年12月1日 1844年2月27日  |
| 東ティモール                     | 大きな島の一部（ティモール）                                                                     | 火山島       | 1,212,107   | 14,874      | 76.2             | オセアニア、海域東南アジア       | 2002年5月20日                |
| ミクロネシア連邦                 | 諸島                                                                                             | 火山島       | 101,351     | 702         | 158.1            | ミクロネシア、太平洋             | 1979年5月10日                |
| フィジー                         | 諸島                                                                                             | 火山島       | 859,178     | 18,274      | 46.4             | 太平洋、メラネシア               | 1970年10月10日               |
| グレナダ                         | 1つの島、2つの依存関係                                                                           | 大陸棚       | 110,000     | 344         | 319.8            | カリブ海、小アンティル諸島       | 1974年2月7日                 |
| ハイチ                           | 大きな島（イスパニョーラ島）の一部といくつかの小さな島（ゴナーブ、トルトゥーガ、ナヴァッサなど） | 大陸棚       | 11,439,646  | 27,750      | 350              | カリブ海、大アンティル諸島       | 1804年1月1日                 |
| アイスランド                     | 1つの本島                                                                                        | 火山島       | 103,000     | 102,775     | 3.1              | 大西洋                           | 1944年6月17日                |
| インドネシア                     | 諸島、より大きな島の一部を含む（ボルネオ島、ニューギニア島、スバティック島、ティモール島）       | いろいろ     | 267,670,543 | 1,904,569   | 138              | 海域東南アジア、インド洋、太平洋 | 1945年8月17日                |
| アイルランド                     | 大きな島（アイルランド）の一部といくつかの小さな島                                               | 大陸棚       | 4,588,252   | 70,273      | 65.3             | 大西洋、ブリテン諸島             | 1919年1月21日                |
| ジャマイカ                       | 1つの島、およびいくつかの小さな島                                                                | 大陸棚       | 2,847,232   | 10,991      | 252              | カリブ海、大アンティル諸島       | 1962年8月6日                 |
| 日本                             | 諸島                                                                                             | 大陸棚       | 125,710,000 | 377,976     | 337              | 太平洋、東アジア                 | 紀元前660年2月11日           |
| キリバス                         | 諸島                                                                                             | 火山島       | 98,000      | 811         | 135              | ミクロネシア、太平洋             | 1979年7月12日                |
| マダガスカル                     | 1つの島                                                                                          | 大陸棚       | 26,251,309  | 587,041     | 35.2             | インド洋、アフリカ               | 1960年6月26日                |
| モルディブ                       | 諸島                                                                                             | 火山島       | 329,198     | 298         | 1,105            | ラッカディブ海、インド洋         | 1965年7月26日                |
| マルタ                           | 2つの主要な島                                                                                    | 大陸棚       | 404,500     | 316         | 1,282            | 地中海                           | 1964年9月21日                |
| マーシャル諸島                   | 諸島                                                                                             | 火山島       | 62,000      | 181         | 342.5            | ミクロネシア、太平洋             | 1979年5月1日                 |
| モーリシャス                     | 諸島                                                                                             | 火山島       | 1,244,663   | 2,040       | 610              | インド洋、アフリカ               | 1968年3月12日                |
| ナウル                           | 1つの島                                                                                          | 火山島       | 13,635      | 21          | 649              | ミクロネシア、太平洋             | 1968年1月31日                |
| ニュージーランド                 | 2つの主要な島                                                                                    | 大陸棚       | 4,691,194   | 268,680     | 17.4             | ポリネシア、太平洋               | 1907年9月26日                |
| 北キプロス                       | より大きな島の一部（キプロス）                                                                   | 大陸棚       | 313,626     | 3,355       | 93               | 地中海                           | 1974年7月20日                |
| パラオ                           | 諸島                                                                                             | 火山島       | 20,000      | 459         | 43.6             | ミクロネシア、太平洋             | 1981年1月1日                 |
| パプアニューギニア               | 大きな島（ニューギニア）の一部といくつかの小さな島                                               | 大陸棚       | 6,732,000   | 462,840     | 14.5             | 太平洋、メラネシア               | 1975年9月16日                |
| フィリピン                       | 諸島                                                                                             | 大陸棚       | 101,398,120 | 300,000     | 295              | 海域東南アジア                   | 1898年6月12日 1946年7月4日   |
| セントクリストファー・ネイビス   | 2つの主要な島                                                                                    | 大陸棚       | 51,300      | 261         | 164              | カリブ海、小アンティル諸島       | 1983年9月19日                |
| セントルシア                     | 1つの島                                                                                          | 大陸棚       | 173,765     | 616         | 298              | カリブ海、小アンティル諸島       | 1979年2月22日                |
| セントビンセント・グレナディーン | 諸島                                                                                             | 大陸棚       | 120,000     | 389         | 307              | カリブ海、小アンティル諸島       | 1979年10月27日               |
| サモア                           | 諸島                                                                                             | 火山島       | 179,000     | 2,831       | 63.2             | ポリネシア、太平洋               | 1962年6月1日                 |
| サントメ・プリンシペ             | 2つの主要な島                                                                                    | 大陸棚       | 163,000     | 1,001       | 169.1            | 大西洋、アフリカ                 | 1975年7月12日                |
| セーシェル                       | 諸島                                                                                             | いろいろ     | 87,500      | 455         | 192              | インド洋、アフリカ               | 1976年6月29日                |
| シンガポール                     | 1つの島                                                                                          | 大陸棚       | 5,469,700   | 718.3       | 7,615            | 海域東南アジア                   | 1965年8月9日                 |
| ソロモン諸島                     | 諸島                                                                                             | 火山島       | 523,000     | 28,400      | 18.1             | 太平洋、メラネシア               | 1978年7月7日                 |
| スリランカ                       | 1つの島                                                                                          | 大陸棚       | 20,277,597  | 65,610      | 314              | 南アジア、インド洋               | 1948年2月4日                 |
| 台湾                             | 1つの島、他にはいくつかの小さな島                                                                | 大陸棚       | 23,550,077  | 36,188      | 633              | 太平洋、東アジア                 | 係争中                       |
| トンガ                           | 諸島                                                                                             | 火山島       | 104,000     | 748         | 139              | ポリネシア、太平洋               | 1970年6月4日                 |
| トリニダード・トバゴ             | 2つの主要な島                                                                                    | 大陸棚       | 1,299,953   | 5,131       | 254.4            | カリブ海、北アメリカ             | 1970年6月4日                 |
| ツバル                           | 諸島                                                                                             | 火山島       | 12,373      | 26          | 475.88           | ポリネシア、太平洋               | 1978年10月1日                |
| イギリス                         | 1つの島; 第二の島の一部（アイルランド）                                                          | 大陸棚       | 65,587,300  | 244,820     | 246              | 大西洋、ブリテン諸島             | 1707年5月1日                 |
| バヌアツ                         | 諸島                                                                                             | 火山島       | 243,304     | 12,190      | 19.7             | 太平洋、メラネシア               | 1980年7月30日                |

### 自由連合、属領、その他主要な区域
| 名前                                       | 地理的構成                               | 地質学的位置 | 主権国家         | 人口      | エリア(km²) | 人口密度 (1km²) | 地理的位置                   |
| ------------------------------------------ | ---------------------------------------- | ------------ | ---------------- | --------- | ----------- | --------------- | ---------------------------- |
| オーランド諸島                             | 諸島                                     | 大陸棚       | フィンランド     | 28,355    | 1,580       | 17.9            | バルト海、ボスニア湾         |
| アメリカ領サモア                           | 諸島                                     | 火山島       | アメリカ         | 54,947    | 199         | 276             | ポリネシア、太平洋           |
| アンギラ                                   | 1つの島                                  | 大陸棚       | イギリス         | 15,423    | 91          | 169             | カリブ海、小アンティル諸島   |
| アルバ                                     | 1つの島                                  | 大陸棚       | オランダ         | 107,635   | 180         | 598             | カリブ海、小アンティル諸島   |
| バミューダ                                 | 諸島                                     | 火山島       | イギリス         | 62,500    | 53.3        | 1,170           | 大西洋、北アメリカ           |
| イギリス領インド洋地域                     | 諸島                                     | 火山島       | イギリス         | 3,000     | 60          | 0.05            | インド洋                     |
| イギリス領ヴァージン諸島                   | 諸島                                     | 大陸棚       | イギリス         | 31,148    | 151         | 206             | カリブ海、小アンティル諸島   |
| オランダ領カリブ                           | 3つの主要な島                            | 大陸棚       | オランダ         | 21,133    | 127         | 166             | カリブ海                     |
| ケイマン諸島                               | 3つの島                                  | 大陸棚       | イギリス         | 52,560    | 264         | 199             | カリブ海、大アンティル諸島   |
| クリスマス島                               | 1つの島                                  | 火山島       | オーストラリア   | 1,496     | 135         | 11.1            | オーストラレーシア           |
| ココス諸島                                 | 2つの主要な島                            | 火山島       | オーストラリア   | 596       | 14          | 42.6            | オーストラレーシア           |
| クック諸島                                 | 諸島                                     | 火山島       | ニュージーランド | 10,777    | 236         | 45.7            | ポリネシア、南太平洋         |
| キュラソー                                 | 1つの島                                  | 大陸棚       | オランダ         | 145,834   | 444         | 328             | カリブ海、小アンティル諸島   |
| イースター島                               | 1つの島                                  | 火山島       | チリ             | 6,148     | 163.6       | 37.5            | ポリネシア、太平洋           |
| フォークランド諸島                         | 2つの主要な島                            | 大陸棚       | イギリス         | 3,140     | 12,173      | 0.26            | 南アメリカ、大西洋           |
| フェロー諸島                               | 諸島                                     |              | デンマーク       | 49,483    | 1,393       | 35.5            | 大西洋                       |
| フランス領ポリネシア                       | 諸島                                     | 火山島       | フランス         | 274,512   | 3,827       | 71.7            | ポリネシア、太平洋           |
| グリーンランド                             | 群島のある1つの主要な島                  | 大陸棚       | デンマーク       | 57,695    | 2,166,086   | 0.03            | 北アメリカ                   |
| グアドループ                               | 1つの島                                  | 大陸棚       | フランス         | 405,500   | 1,628       | 250             | カリブ海、小アンティル諸島   |
| グアム                                     | 1つの島                                  | 火山島       | アメリカ         | 159,914   | 544         | 293             | ミクロネシア、太平洋         |
| ガーンジー                                 | 3つの主要な島                            | 大陸棚       | イギリス         | 65,849    | 78          | 844             | イギリス海峡、チャンネル諸島 |
| ハワイ州                                   | 諸島                                     | 火山島       | アメリカ         | 1,416,000 | 28,310      | 72.83           | ポリネシア、太平洋           |
| マン島                                     | 1つの島                                  | 大陸棚       | イギリス         | 85,421    | 572         | 149             | アイリッシュ海、ブリテン諸島 |
| ジャージー                                 | 1つの島                                  | 大陸棚       | イギリス         | 94,949    | 116         | 819             | イギリス海峡、チャンネル諸島 |
| マルティニーク                             | 1つの島                                  | 大陸棚       | フランス         | 403,795   | 1,128       | 360             | カリブ海、小アンティル諸島   |
| マヨット                                   | 1つの島                                  |              | フランス         | 194,000   | 374         | 498.5           | インド洋、アフリカ           |
| モントセラト                               | 1つの島                                  | 大陸棚       | イギリス         | 5,164     | 102         | 50.6            | カリブ海、小アンティル諸島   |
| ニューカレドニア                           | 1つの島                                  | 大陸棚       | フランス         | 260,166   | 18,275      | 14.2            | 太平洋、メラネシア           |
| ニウエ                                     | 1つの島                                  | 火山島       | ニュージーランド | 1,269     | 260         | 4.9             | 太平洋、メラネシア           |
| ノーフォーク島                             | 1つの島                                  | 大陸棚       | オーストラリア   | 2,182     | 36          | 60.6            | 太平洋、メラネシア           |
| 北マリアナ諸島                             | 諸島                                     | 火山島       | アメリカ         | 51,395    | 464         | 111             | ミクロネシア、太平洋         |
| ピトケアン諸島                             | 諸島                                     | 火山島       | イギリス         | 48        | 47          | 1.0             | ポリネシア、太平洋           |
| プエルトリコ                               | 諸島                                     | 大陸棚       | アメリカ         | 3,690,923 | 8,870       | 416             | カリブ海、大アンティル諸島   |
| レユニオン                                 | 1つの島                                  |              | フランス         | 893,500   | 2,512       | 330             | インド洋、アフリカ           |
| サン・バルテルミー                         | 1つの島                                  | 大陸棚       | フランス         | 7,332     | 21          | 349             | カリブ海、小アンティル諸島   |
| セントヘレナ                               | 互いに離れた3つの主要な島                | 火山島       | イギリス         | 7,728     | 308         | 25.1            | 大西洋                       |
| サン・マルタン                             | より大きな島の一部（セント・マーチン島） | 大陸棚       | フランス         | 30,959    | 54.4        | 569             | カリブ海、小アンティル諸島   |
| サンピエール島・ミクロン島                 | 2つの主要な島                            | 大陸棚       | フランス         | 5,831     | 242         | 24.1            | 北アメリカ                   |
| シント・マールテン                         | より大きな島の一部（セント・マーチン島） | 大陸棚       | オランダ         | 39,088    | 34          | 1,150           | カリブ海、小アンティル諸島   |
| サウスジョージア・サウスサンドウィッチ諸島 | 諸島                                     | 大陸棚       | イギリス         | 30        | 3,903       | 0.008           | 大西洋                       |
| アクロティリおよびデケリア                 | より大きな島の一部（キプロス）           | 大陸棚       | イギリス         | 15,700    | 254         | 61.8            | 地中海                       |
| スヴァールバル諸島                         | 諸島                                     |              | ノルウェー       | 2,752     | 62,045      | 0.03            | 北極海                       |
| トケラウ                                   | 諸島                                     | 火山島       | ニュージーランド | 1,368     | 12          | 114             | ポリネシア、太平洋           |
| タークス・カイコス諸島                     | 諸島                                     | 大陸棚       | イギリス         | 46,335    | 948         | 48.9            | カリブ海、大アンティル諸島   |
| アメリカ領ヴァージン諸島                   | 諸島                                     | 大陸棚       | アメリカ         | 105,275   | 346         | 304             | カリブ海、小アンティル諸島   |
| ウォリス・フツナ                           | 3つの主要な島                            | 火山島       | フランス         | 15,289    | 264         | 57.9            | ポリネシア、太平洋           |

## 消滅した島国一覧
- アンドロス島 (ギリシャ)
- アンジュアン
- ブルネイ帝国
- デロス島
- ナクソス公国
- コルシカ王国 (1736年)
- コルシカ共和国
- アングロコルシカ王国（英語版）
- クレタ州（英語版）
- 一支国
- 耽羅国
- 于山国
- マギンダナオ王国
- コーッテ王国
- シーターワカ王国
- キャンディ王国
- スールー王国
- アイスランド共和国 (中世)
- アイスランド王国
- シュリーヴィジャヤ王国
- 古マタラム王国
- マジャパヒト王国
- フランスビル、ニューヘブリデス
- ゴゾ（独立国）
- ハイチ帝国 (1804年-1806年)
- ハイチ帝国 (1849年-1859年)
- ハイチ王国
- セントクリストファー・ネイビス・アンギラ
- アンギラ共和国
- 蝦夷共和国
- イギリス帝国
- グレートブリテン王国
- マタラム王国
- サラワク王国
- アイルランド王国
- アイルランド自由国
- イングランド王国
- サルデーニャ王国
- ウェセックス
- マーシア
- マン島王国
- ミロス島
- ミノア文明
- モヘリ島
- ナイッサールソビエト共和国
- 北ソロモン共和国
- メリナ王国
- マヨルカ王国
- ヒオス島
- レスボス島
- ニューファンドランド (ドミニオン)（1907年–1949年）、現在はニューファンドランド・ラブラドール州の一部
- ザンジバル人民共和国
- スコットランド王国
- シンハラ
- フォレガンドロス島
- リフレッシュメントの島
- 台湾民主国
- 琉球王国
- ロドス島
- サモス島
- ザンジバル王国
- シチリア王国
- キプロス王国
- シンガプラ王国（英語版）
- トリニダード公国
- シャイレーンドラ朝
- トゥイ・トンガ帝国（トンガ大首長国）
- ハワイ王国
- ハワイ共和国
- 西インド連邦
- ザキントス島

## 以前の植民地、所有物、保護区、およびその他の領土
- ケープブレトン島、現在はカナダのノバスコシア州の一部
- デンマーク西インド諸島、現在は米領バージン諸島
- ハワイの領土、現在はハワイ、アメリカ合衆国の州
- 香港島（1841年–1860年）、現在は中国の特別行政区である香港の一部[n 17]
- 英国領北ボルネオ、海峡植民地、サバ州の一部であるラブアンは、現在はマレーシアの連邦直轄領だ。
- マヨット、現在はフランスの海外県および地域
- ニューファンドランド植民地（1583年–1907年）は、1809年以前にニューファンドランド島を覆っていった。1809年、ラブラドル半島の一部がローワー・カナダからニューファンドランドに移された。 言い換えれば、1809年以前は、ニューファンドランドは島の植民地だった。 1809年以降、ニューファンドランド植民地と1907年以降、ニューファンドランドの支配は島とラブラドール地方（北アメリカ大陸の地域）だった。
- ニューヘブリデス諸島、現在はバヌアツ
- プリンスエドワード島、現在はカナダの州
- 現在フランスの海外県および地域であるレユニオン
- 現在イエメンの県であるソコトラ県
- 現在オーストラリアの州であるタスマニアは、バウンダリーアイレットでビクトリア（オーストラリア）と土地の境界を共有している
- 現在カナダのブリティッシュコロンビア州の一部であるバンクーバー島
- ザンジバル人民共和国、現在はタンザニア連合共和国の加盟国。

## 大陸への人工の固定リンクを持つ島国
- バーレーン - キング・ファハド・コーズウェイ経由
- シンガポール - ジョホール・シンガポール・コーズウェイおよびマレーシア・シンガポール・セカンドリンク経由
- イギリス - 英仏海峡トンネル経由